# Zoonose
Zoonoser er infektionssygdomme, der overføres mellem dyr og mennesker - dvs fra dyr til mennesker - og fra mennesker til dyr.
Zoonoser er vidt udbredte. WHO estimerer at 61% af alle menneskets sygdomme er zoonotiske i deres oprindelse, og at 75% af alle nye sygdomme er zoonoser. Mange epidemier og pandemier starter som zoonoser.

## Eksempler på overførte sygdomsfremkaldere
- Borrelia giver borrelliose, der overføres fra hjorte af flåter
- Brucella giver alvorlige sygdomme bl.a. nyresvigt og meningitis[9]
- Burkholderia mallei gav sygdommen snive eller malleiose, der nu ikke forekommer i Danmark[10]
- Campylobacter giver mave-/tarminfektion
- Chlamydia psittaci, en bakterie, der overføres fra fugle og giver papegøjesyge
- Chikungunya-virus overføres af stikmyg og giver feber og ledsmærter, se en:Chikungunya
- Overførte coronavirus forårsager SARS, MERS og lungebetændelse[11]
- Coronavirus SARS-CoV-2 overfører en dødelig lungebetændelse[12][13][14][15][16]
- Fladorme, trematoder eller blod-ikter, giver Bilharziose, schistosomiasis, sneglefeber
- Ebolavirus giver ebola
- Flavivirus giver bl.a. gul feber, Denguefeber og japansk encephalitis, der overføres af myg
- Leishmania giver Kala Azar
- Leptospira giver alvorlige sygdomme, bl.a. nyresvigt og meningitis
- Lyssavirus giver rabies(hundegalskab), se en:Lyssavirus
- MRSA, methicillin-resistent Staphylococcus aureus
- Plasmodium falciparum giver malaria
- Rabiesvirus fra hunde giver hundegalskab, den dødelige sygdom af centralnervesystemet
- Salmonella giver mave-/tarminfektion
- Verotoxin-producerende-, enteropatogene- og enterotoxigene E. coli giver mave-/tarminfektion
- Yersinia enterocolitica giver mave-/tarminfektion
- Yersinia pestis gav Den sorte død, pesten midt i 1300-tallet
- Zikavirus overføres af myg og giver zikasyge

Se også ICD-10 Kapitel I - Infektiøse inkl. parasitære sygdomme.

## Historie
Zoonoserne opstår, når ulige arter har tæt samkvem, fx når mennesker i jægerstenalderen tog forladte dyreunger med hjem som kæledyr. Visse virus, som kun kan overføres ved nært samliv, blev overført fra aber til mennesker i Sydamerika allerede for mindst 15.000 år siden. Med husdyrhold opstod der nye sygdomme. Mæslinger har sit ophav i kvægpest og hvalpesyge, mens forkølelse og influenza stammer fra ænder, grise og heste. Menneskehedens svøbe, kopper, stammer fra kokopper. Tilfældet Amerika viser, hvor tæt epidemier kan knyttes til dyrehold. Før Christoffer Columbus rummede det amerikanske dobbeltkontinent verdens største befolkningskoncentrationer (området rundt Mexico by var verdens dengang største by med en halv million indbyggere, samt et omland med halvanden million bønder), men kendte ikke til epidemier. Indianernes eneste tamdyr var nemlig lama og kalkun, som vandrede ret frit omkring og derfor ikke gav ophav til zoonoser, og marsvin, som via lus kun overførte nogle protozo-sygdomme.
Zoonosen mæslinger har sit ophav i kvægpest og hvalpesyge. Forkølelse og influenza stammer fra ænder, grise og heste, mens kokopper blev til menneskehedens svøbe, kopper. Disse sygdomme opstod i bondestenalderens små, isolerede samfund, hvor måske 80-90% døde af dem i første omgang, mens resten blev immune. Forskerne mener, at tuberkulosen bevægede sig fra drøvtyggere til mennesker i egyptisk bondestenalder. Spor af tuberkulose er fundet i skeletter fra Nubien og Egypten fra ca 3000 f.Kr. Tuberkulose var kommet til Danmark ca 500 f.Kr. Zoonosen rabies blev beskrevet i Babylon ca 2000 f.Kr. I den urolige bronzealder, hvor lange tørkeperioder tvang kvægejerne ud på vandring med dyreflokkene på jagt efter nye græsgange, blev smitte fragtet til befolkningsgrupper, der ikke var immune. Ca 400 f.Kr beskrev Hippokrates virussygdomme som fåresyge og influenza, samt parasit-sygdommen malaria og bakterie-sygdommene difteri og tuberkulose. Befolkningsgrupperne var dog endnu for små til, at kopper og mæslinger var blevet menneskenes faste følgesvende. Det ser ud til, at zoonosernes smittestoffer udvikledes i bondestenalderen, mens bronzealderens vandringer blandede, spredte og videreudviklede dem.
De overlevende i byerne blev immune, og epidemierne dér blev til "børnesygdomme". Men på landet, hvor folk boede spredt, kunne der gå generationer mellem hver gang, en smitte viste sig. Helt ind på 1900-tallet kunne man i det militære se store, velnærede bondesønner dø af lavstammede by-rekrutters børnesygdomme.
Hvad kønssygdomme angår, har gonorré smittet fra kvæg til mennesker. Syfilis kom også fra kvæg eller får. Den nyligste og dødeligste kønssygdom, som har krydset fra dyr til menneske, er AIDS, som mennesker har fået fra virus hos chimpanser, HIV eller human immunodeficient virus.

## Efterkrigstiden
Efter anden verdenskrig er husdyrholdet i stigende grad blevet ren masseproduktion. Dyrene er ikke mere husdyr, men produktionsdyr, der lever i monokulturer med flere tusinde individer af samme art samlet på ét sted. Derved er det frit frem for virus og bakterier at cirkulere i enorme populationer, mens de udvikler nye og farligere varianter. I Canada opstod fx en særlig aggressiv form for svineinfluenza i enorme grisefabrikker, efter at man havde vaccineret systematisk mod den almindelige variant gennem flere år. I den type omgivelser kan vaccine vise sig som et tveægget sværd. Coli-bakterier skyldes ændringer i køers tarmflora. Tidligere gik køerne ude og græssede; nu står de indendørs og spiser korn. Komøg, der var tryg gødning i 10.000 år, er blevet farlig.